# 圣玛窦和天使
《圣玛窦与天使》 是意大利巴洛克艺术大师卡拉瓦乔（1571-1610 年）的一幅画作，创作于1602 年，后来这幅画藏于柏林腓特烈皇帝博物館，于 1945 年第二次世界大战末期被空袭的战火摧毁，现在只能从黑白照片和增强的彩色复制品中了解。
《圣玛窦与天使》原为罗马 罗马圣王路易堂的肯塔瑞里小堂创作。这是供奉玛窦的小堂，1585年利用剩余的建筑资金，于1600年竣工。德尔•蒙特枢机负责教堂内部装饰的设计，建议由卡拉瓦乔来描绘玛窦在天使的指导下写下《马太福音》。他的前两幅作品获得了赞助人的满意，于是委托他绘制第三幅作品，与前两幅画作形成整体。然而卡拉瓦乔的作品被教会领袖否决，认为不敬，太粗俗，因为画中的玛窦衣着不整，看起来像一个没有受过教育的农民，不宜作为神圣的祭坛画。并且也与卡拉瓦乔已经完成的另外两幅画作不协调。卡拉瓦乔的第二个版本《圣玛窦的启示》有一些变化，玛窦变得严肃起来，而且并没有完全被天使操纵，只是受鼓励去自己工作。第二个版本现在还保存在教堂里。但是，新版本也失去了第一个版本的童真：天使耐心地引导着圣徒的手，就像他是孩子一样。